# 포 프렙

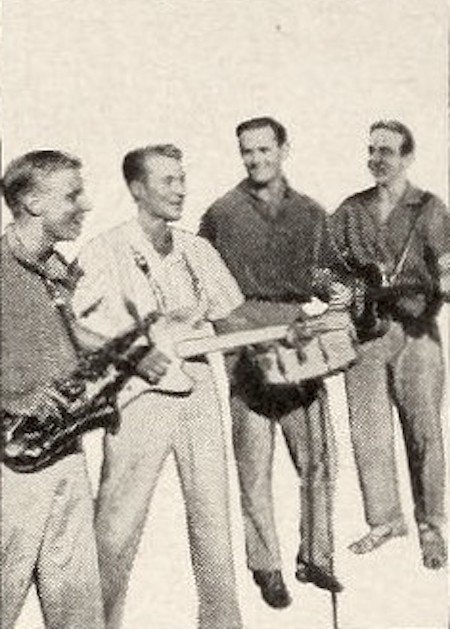
1959년의 포 프렙

포 프렙(The Four Preps)은 미국의 대중 음악 남성 4인조 그룹이다. 1950년대, 1960년대, 1970년대에 이 그룹은 8개의 골드 싱글과 3개의 골드 앨범을 모았다. 그들의 밀리언셀러 시그니처 곡들에는 "26 마일즈(산타 카탈리나)", "빅 맨(Big Man)", "게으른 여름 밤", 그리고 "다운 바이 더 스테이션(Down by the Station)"이 포함되었다.
포 프렙의 수많은 텔레비전과 영화 출연은 오지에와 해리엇의 모험에 출연한 10대의 우상 리키 넬슨을 4년간 후원하고 영화 기젯에 산드라 디와 함께 출연한 것을 포함한다. 그 그룹의 가장 최근의 텔레비전 출연은 수상 경력에 빛나는 2004년 PBS 스페셜 'Magic Moments: The Best of 50s Pop'과 함께 출연은 상을 받은 2004년 PBS 스페셜 'Magic Moments: The Best of 50s Pop'이었다.
현재 포 프렙의 화신은 공동 설립자이자 오리지널 리드 싱어인 브루스 벨랜드, 밥 던컨(이전에는 다이아몬드 앤 더 크루 컷스 소속), 마이클 레드먼(크루 컷스 소속), 짐 암스트롱 등이 출연한다. 그들의 쇼는 현재 두웁부터 틴 팬 얼리의 기준과 코미디까지 모든 것을 노래하는 것의 융합이다.